# Margen de beneficio
El margen de beneficio, el margen neto, el margen de beneficio neto o el índice de beneficio neto es una medida de la rentabilidad. Se calcula al encontrar la ganancia neta como un porcentaje de los ingresos.
{\displaystyle {\text{margen de beneficio neto}}={{\text{beneficio neto}} \over {\text{ingresos}}}={{{\text{ingresos}}-{\text{costo}}} \over {\text{ingresos}}}}

## Visión general
El margen de beneficio se calcula con el precio de venta (o los ingresos) tomado como base por 100.  Es el porcentaje del precio de venta que se convierte en ganancia, mientras que "porcentaje de ganancia" o "margen de ganancia" es el porcentaje del precio de costo que uno obtiene como ganancia además del precio de costo. Al vender algo, uno debe saber qué porcentaje de ganancias obtendrá de una inversión en particular, por lo que las compañías calculan el porcentaje de ganancias para encontrar la relación entre ganancias y costos. 
El margen de beneficio se utiliza principalmente para la comparación interna.  Es difícil comparar con precisión el índice de ganancia neta para diferentes entidades. Los acuerdos operativos y financieros de las empresas individuales varían tanto que diferentes entidades están obligadas a tener diferentes niveles de gasto, por lo que la comparación de una con otra puede tener poco significado. Un bajo margen de ganancia indica un bajo margen de seguridad: mayor riesgo de que una disminución en las ventas borre las ganancias y resulte en una pérdida neta, o un margen negativo. 
El margen de ganancia es un indicador de las estrategias de fijación de precios de una empresa y qué tan bien controla los costos. Las diferencias en la estrategia competitiva y la combinación de productos hacen que el margen de beneficio varíe entre las diferentes compañías.
- Si un inversionista obtiene ingresos de $ 10 y le cuesta $ 1 para ganarla, cuando le quita el costo se queda con un margen del 90%. Obtuvo una ganancia del 900% con su inversión de $ 1.
- Si un inversor obtiene ingresos de $ 10 y le cuesta $ 5 ganarlos, cuando elimina su costo, queda con un margen del 50%. Obtuvo el 100% de ganancias en su inversión de $ 5.
- Si un inversor obtiene ingresos de $ 10 y le cuesta $ 9 ganarlos, cuando elimina su costo, queda con un margen del 10%. Obtuvo 11.11% de ganancia en su inversión de $ 9.

## Porcentaje de ganancia
Por otro lado, el porcentaje de ganancia se calcula con el precio de costo tomado como base 
{\displaystyle {\text{porcentaje de ganancia}}={{\text{beneficio neto}} \over {\text{precio de coste}}}\cdot 100\%}
Supongamos que algo se compra por $ 50 y se vende por $ 100. 
Precio de costo = $ 50
Precio de venta (ingresos) = $ 100
Ganancia = $ 100 - $ 50 = $ 50
Porcentaje de ganancia = $ 50 / $ 50 = 100%
Margen de ganancia = ($ 100 - $ 50) / $ 100 = 50%
Retorno de la inversión múltiple = $ 50 / $ 50 (beneficio dividido por costo).
Si el ingreso es el mismo que el costo, el porcentaje de ganancia es 0%. El resultado por encima o por debajo del 100% se puede calcular como el porcentaje de retorno de la inversión.  En este ejemplo, el retorno de la inversión es un múltiplo de 0,5 de la inversión, lo que resulta en una ganancia del 50%.